# Saturn-Award-Verleihung 1981
Die 8. Saturn-Award-Verleihung fand im Juli 1981 statt.
Erfolgreichste Produktion mit vier Auszeichnungen wurde Das Imperium schlägt zurück.

## Nominierungen und Gewinner

### Film
| Kategorie                   | Preisträger                  | Film                                                 | Nominierungen |
| --------------------------- | ---------------------------- | ---------------------------------------------------- | --- |
| Bester Science-Fiction-Film |                              | Das Imperium schlägt zurück                          | Der Höllentrip Sador – Herrscher im Weltraum Der letzte Countdown Flash Gordon |
| Bester Horrorfilm           |                              | Das Tier                                             | Dressed to Kill Fade to Black – Die schönen Morde des Eric Binford The Fog – Nebel des Grauens Shining |
| Bester Fantasyfilm          |                              | Ein tödlicher Traum                                  | Die blaue Lagune The Ninth Configuration Tracy trifft den lieben Gott Popeye – Der Seemann mit dem harten Schlag |
| Bester ausländischer Film   |                              | Scanners – Ihre Gedanken können töten                | Monster im Nachtexpreß Harlekin Das Schloss des Cagliostro Das Grauen |
| Bester Low Budget-Film      |                              | Entsetzen – Dem Grauen auf der Spur                  | Totaler Sperrbezirk Gehirnwäsche Maniac Die Frau mit der 45er Magnum |
| Beste Regie                 | Irvin Kershner               | Das Imperium schlägt zurück                          | Ken Russell für Der Höllentrip Brian De Palma für Dressed to Kill Vernon Zimmerman für Fade to Black – Die schönen Morde des Eric Binford Stanley Kubrick für Shining                                                                             |
| Bestes Drehbuch             | William Peter Blatty         | The Ninth Configuration                              | Paddy Chayefsky für Der Höllentrip Lewis John Carlino für Der starke Wille John Sayles für Der Horror-Alligator Leigh Brackett & Lawrence Kasdan für Das Imperium schlägt zurück                                                                  |
| Beste Spezialeffekte        | Brian Johnson Richard Edlund | Das Imperium schlägt zurück                          | Chuck Comisky für Sador – Herrscher im Weltraum Richard Albain, Tommy Lee Wallace & James F. Liles für The Fog – Nebel des Grauens David Allen & Peter Kuran für Das Tier Gary Zeller für Scanners – Ihre Gedanken können töten                   |
| Beste Musik                 | John Barry                   | Ein tödlicher Traum                                  | Pino Donaggio für Dressed to Kill Béla Bartók für Shining John Williams für Das Imperium schlägt zurück Maurice Jarre für Der starke Wille |
| Bestes Kostüm               | Jean-Pierre Dorléac          | Ein tödlicher Traum                                  | Doris Lynn für Fade to Black – Die schönen Morde des Eric Binford John Mollo für Das Imperium schlägt zurück Danilo Donati für Flash Gordon Durinda Wood für Sador – Herrscher im Weltraum                                                        |
| Bestes Make-Up              | Dick Smith                   | Der Höllentrip Scanners – Ihre Gedanken können töten | Sue Dolph, Steve Neill & Rick Stratton für Sador – Herrscher im Weltraum Rob Bottin & Rick Baker für Das Tier Colin Booker für Fade to Black – Die schönen Morde des Eric Binford Giannetto De Rossi für Woodoo – Die Schreckensinsel der Zombies |
| Bester Hauptdarsteller      | Mark Hamill                  | Das Imperium schlägt zurück                          | Dennis Christopher für Fade to Black – Die schönen Morde des Eric Binford Kirk Douglas für Der letzte Countdown Alan Arkin für Simon, der Außerirdische Christopher Reeve für Ein tödlicher Traum                                                 |
| Beste Hauptdarstellerin     | Angie Dickinson              | Dressed to Kill                                      | Louanne für Tracy trifft den lieben Gott Ellen Burstyn für Der starke Wille Jane Seymour für Ein tödlicher Traum Jamie Lee Curtis für Monster im Nachtexpreß                                                                                      |
| Bester Nebendarsteller      | Scatman Crothers             | Shining                                              | Max von Sydow für Flash Gordon Billy Dee Williams für Das Imperium schlägt zurück Melvyn Douglas für Das Grauen Martin Gabel für Die erste Todsünde                                                                                               |
| Beste Nebendarstellerin     | Eve Brent                    | Fade to Black – Die schönen Morde des Eric Binford   | Stephanie Zimbalist für Das Erwachen der Sphinx Linda Kerridge für Fade to Black – Die schönen Morde des Eric Binford Nancy Parsons für Hotel zur Hölle Eva Le Gallienne für Der starke Wille                                                     |

### Ehrenpreise
| Kategorie                   | Preisträger                                     | Film                          | Nominierungen |
| --------------------------- | ----------------------------------------------- | ----------------------------- | ------------- |
| Golden Scroll Of Merit      | Sybil Danning (für außergewöhnliche Mitwirkung) | Sador – Herrscher im Weltraum |               |
| Outstanding Film Award      |                                                 | Harlekin                      |               |
| Best New Star Award         | Sam J. Jones                                    |                               |               |
| Life Career Award           | John Agar                                       |                               |               |
| Executive Achievement Award | Charles Couch                                   |                               |               |
| Service Award               | Natalie Harris                                  |                               |               |